# Herbert Maxwell (7e baronnet)
Pour les articles homonymes, voir Maxwell.
Herbert Eustace Maxwell, 7e baronnet, (8 janvier 1845 - 30 octobre 1937) est un romancier, essayiste, artiste, antiquaire, horticulteur et homme politique conservateur écossais qui siège à la Chambre des communes de 1880 à 1906,,.

## Jeunesse
Membre du clan Maxwell, descendant du premier lord Maxwell du Château de Caerlaverock, il est le fils aîné survivant du lieutenant-colonel William Maxwell, 6e baronnet et de son épouse, Helenora Shaw-Stewart, fille de Michael Shaw-Stewart, 5e baronnet. Il fait ses études au Collège d'Eton et à Christ Church, Oxford. Il est capitaine du 4e bataillon Fusiliers royaux écossais et juge de paix et lieutenant adjoint pour le Wigtownshire.

## Carrière politique
Maxwell est élu député du Wigtownshire aux élections générales de 1880 et occupe le siège jusqu'en 1906. Il sert dans l'administration conservatrice de Lord Salisbury en tant que Lords du Trésor de 1886 à 1892 et est admis au Conseil privé en 1897. Il est Lord Lieutenant de Wigtown de 1903 à 1935. Il est fait chevalier du chardon en 1933.
Il reçoit un doctorat honorifique (LL. D) de l'Université de Glasgow en juin 1901.

## Antiquaire
Maxwell est président de la Society of Antiquaries of Scotland (1900-1913) et président de la Bibliothèque nationale d'Écosse (1925-1932). Il est président de la Commission royale sur les monuments anciens et historiques d'Écosse (RCAHMS) de sa création en 1908 jusqu'en 1934.
Il donne les conférences Rhind en 1893, sur les noms de lieux de l'Écosse,, et de nouveau en 1912 sur les premières chroniques relatives à l'Écosse.
Il est élu membre de la Royal Society en 1898 et reçoit la médaille Victoria de l'honneur par la Royal Horticultural Society en 1917.

## Mariage et descendance
Maxwell épouse Mary Fletcher-Campbell, fille de Henry Fletcher-Campbell, de Boquhan, Stirling, le 20 janvier 1869. Elle est décédée le 3 septembre 1910. Avec elle, il a deux fils et trois filles :  
- William Maxwell (29 septembre 1869 - 12-19 juin 1897), mort sur le veld près de Fort Gibbs, Mashonaland[10]
- Ann Christian Maxwell (5 septembre 1871 - 5 avril 1937), épouse John Stirling-Maxwell (10e baronnet)
- Winfred Edith (19 juillet 1873 - 30 octobre 1968), épouse Alastair Graham-Moir de Leckie.
- Béatrice Mary (24 janvier 1875 - 11 avril 1938), épouse Ernest Walker, fils de James Robert Walker, 2e baronnet à St Margaret's Westminster le 10 octobre 1901.
- Aymer Edward Maxwell (26 octobre 1877 - †  9 octobre 1914). En 1909, il épouse Mary Percy, fille de Henry Percy (7e duc de Northumberland) et, avec elle, a une fille et trois fils avant de mourir des blessures subies à Anvers alors qu'il sert avec les Lovat Scouts : 
  - Christian Maxwell (31 juillet 1910 - 7 mai 1980), décédé célibataire
  - Aymer Maxwell, 8e baronnet (7 décembre 1911 - 8 juillet 1987)
  - Eustace Maxwell (24 février 1913 - 12 avril 1971), épouse Dorothy Bellville, avec qui il a une fille et un fils: 
    - Diana Mary Maxwell (née le 19 janvier 1942)
    - Michael Maxwell, 9e baronnet (né le 28 août 1943)

  - Gavin Maxwell (15 juillet 1914 - 7 septembre 1969), naturaliste et auteur de Ring of Bright Water

Herbert est décédé à Monreith House, Wigtownshire, à l'âge de 92 ans.

## Travaux

### Romans
- Sir Lucian Elphin (1889)
- La lettre de la loi (1890)
- Un duc d'Angleterre (1895)
- Chevalier de la splendide crête (1900)

### Non-fiction
- Meridiana, Noontide Essays (1892)
- Noms des terres écossaises (1894)
- Post meridiana: Essais de l'après-midi (1895)
- Jours de pluie dans une bibliothèque (1896)
- Soixante ans une reine (1897)
- Souvenirs des mois (7 séries-1897 à 1922)
- Saumon et truite de mer (1898)
- La vie de Wellington. La restauration du pouvoir martial de la Grande-Bretagne (1899)
- Robert le Bruce et la lutte pour l'indépendance écossaise (1901)
- Histoire de la maison de Douglas - des premiers temps jusqu'à l'union législative de l'Angleterre et de l'Écosse (1902), introduction de William Lindsay, Windsor Herald . Volume 1 ; 2ieme volume
- Soldats britanniques sur le terrain (1902)
- Poisson d'eau douce britannique (1904)
- Histoire du Tweed (1905)
- Scalacronica ; Les règnes d'Edward I, Edward II et Edward III tels qu'enregistrés par Sir Thomas Gray (1907)
- Guide officiel de l'église abbatiale, du palais et des environs de Holyroodhouse (1908)
- Jardins écossais (1908)
- Cronicles du Houghton Fishing Club 1822-1908 (1908)
- La fabrication de l'Écosse (1911)
- La chronique Lanercost (1913); traduit du latin, avec des notes[11]
- La pêche au pays et à l'étranger (1913)